# Play-offs Nederlands voetbal 2017
De play-offs van het Nederlands voetbal in 2017 werden na afloop van de reguliere competitie gespeeld. Hierin streden 4 teams van de Eredivisie om een ticket voor de UEFA Europa League. Daarnaast speelden een tiental clubs voor promotie/handhaving naar/in de Eredivisie, een achttal clubs voor promotie/handhaving naar/in de Tweede divisie en een zestiental clubs voor promotie/handhaving naar/in de Derde divisie.

## Play-offs voor de UEFA Europa League
De play-offs, die werden gespeeld door de nummers 4, 6, 8 en 9 van de Eredivisie, kende in 2017 iets gewijzigde opzet dan in 2016. Aan het eind van het seizoen werden de volgende Europese tickets toegewezen:
- Eredivisie #1: groepsfase Champions League
- Eredivisie #2: voorronde Champions League
- Eredivisie #3: derde kwalificatieronde Europa League
- Eredivisie play-offs (#4, #6, #8 en #9): tweede kwalificatieronde Europa League 1
- Bekerwinnaar: groepsfase Europa League 1

1 De clubs op de plekken vier tot en met zeven spelen normaliter in de play-offs om één ticket dat recht geeft tot toegang in de tweede kwalificatieronde van de Europa League. Dat zijn respectievelijk FC Utrecht, Vitesse, AZ en FC Twente. Vitesse plaatst zich direct voor de groepsfase van de Europa League, omdat Vitesse de KNVB beker heeft gewonnen. Daarom krijgt ook de nummer acht (FC Groningen) een ticket voor de play-offs. Omdat FC Twente is uitgesloten van Europees voetbal plaatst ook de nummer negen zich (sc Heerenveen). 

### Wedstrijdschema
|  | eerste ronde 17 en 20 mei | eerste ronde 17 en 20 mei | eerste ronde 17 en 20 mei | eerste ronde 17 en 20 mei |  |                         | om ticket UEFA Europa League 25 en 28 mei | om ticket UEFA Europa League 25 en 28 mei | om ticket UEFA Europa League 25 en 28 mei | om ticket UEFA Europa League 25 en 28 mei |
|  |                           |                           |                           |                           |  |                         |                                           |                                           |                                           |                                           |
|  | Wedstrijd A               |                           |                           |                           |  |                         |                                           |                                           |                                           |                                           |
|  | sc Heerenveen             | 1                         | 1                         | 2                         |  |                         |                                           |                                           |                                           |                                           |
|  | FC Utrecht                | 3                         | 2                         | 5                         |  |                         | Wedstrijd C                               | Wedstrijd C                               | Wedstrijd C                               | Wedstrijd C                               |
|  |                           |                           |                           |                           |  | FC Utrecht (w.n.s. 4-3) | 0                                         | 3                                         | 3                                         |                                           |
|  | Wedstrijd B               | Wedstrijd B               | Wedstrijd B               | Wedstrijd B               |  | AZ                      | 3                                         | 0                                         | 3                                         |                                           |
|  | FC Groningen              | 1                         | 1                         | 2                         |  |                         |                                           |                                           |                                           |                                           |
|  | AZ                        | 4                         | 4                         | 8                         |  |                         |                                           |                                           |                                           |                                           |

### Eerste ronde

#### Wedstrijd A
|                               |               |         |                                  |                                                                                         |
| Wedstrijd 1 17 mei 2017 18:30 | sc Heerenveen | 1 – 3   | FC Utrecht                       | Stadion: Abe Lenstra Stadion, Heerenveen Toeschouwers: 10.187 Scheidsrechter: Gözübüyük |
| Wedstrijd 1 17 mei 2017 18:30 | Ødegaard 62'  | Verslag | 15' Amrabat 20' Ayoub 72' Haller | Stadion: Abe Lenstra Stadion, Heerenveen Toeschouwers: 10.187 Scheidsrechter: Gözübüyük |
| Wedstrijd 1 17 mei 2017 18:30 |               |         |                                  | Stadion: Abe Lenstra Stadion, Heerenveen Toeschouwers: 10.187 Scheidsrechter: Gözübüyük |
| Wedstrijd 1 17 mei 2017 18:30 |               |         |                                  | Stadion: Abe Lenstra Stadion, Heerenveen Toeschouwers: 10.187 Scheidsrechter: Gözübüyük |
|                               |               |         |                                  |                                                                                         |

|                               |                          |         |                           |                                                                                   |
| Wedstrijd 2 20 mei 2017 18:30 | FC Utrecht               | 2 – 1   | sc Heerenveen             | Stadion: Stadion Galgenwaard, Utrecht Toeschouwers: 14.152 Scheidsrechter: Higler |
| Wedstrijd 2 20 mei 2017 18:30 | Leeuwin 30' Živković 38' | Verslag | 61' (pen.) Ghoochannejhad | Stadion: Stadion Galgenwaard, Utrecht Toeschouwers: 14.152 Scheidsrechter: Higler |
| Wedstrijd 2 20 mei 2017 18:30 |                          |         |                           | Stadion: Stadion Galgenwaard, Utrecht Toeschouwers: 14.152 Scheidsrechter: Higler |
| Wedstrijd 2 20 mei 2017 18:30 |                          |         |                           | Stadion: Stadion Galgenwaard, Utrecht Toeschouwers: 14.152 Scheidsrechter: Higler |
|                               |                          |         |                           |                                                                                   |

#### Wedstrijd B
|                               |              |         |                                                |                                                                           |
| Wedstrijd 1 17 mei 2017 20:45 | FC Groningen | 1 – 4   | AZ                                             | Stadion: Euroborg, Groningen Toeschouwers: 20.610 Scheidsrechter: Nijhuis |
| Wedstrijd 1 17 mei 2017 20:45 | Drost 68'    | Verslag | 45' Jahanbakhsh 66', 90+2' Weghorst 74' Stengs | Stadion: Euroborg, Groningen Toeschouwers: 20.610 Scheidsrechter: Nijhuis |
| Wedstrijd 1 17 mei 2017 20:45 |              |         |                                                | Stadion: Euroborg, Groningen Toeschouwers: 20.610 Scheidsrechter: Nijhuis |
| Wedstrijd 1 17 mei 2017 20:45 |              |         |                                                | Stadion: Euroborg, Groningen Toeschouwers: 20.610 Scheidsrechter: Nijhuis |
|                               |              |         |                                                |                                                                           |

|                               |                                             |         |              |                                                                               |
| Wedstrijd 2 20 mei 2017 20:45 | AZ                                          | 4 – 1   | FC Groningen | Stadion: AFAS Stadion, Alkmaar Toeschouwers: 10.413 Scheidsrechter: Gözübüyük |
| Wedstrijd 2 20 mei 2017 20:45 | Weghorst 9' Van Overeem 54', 82' Stengs 62' | Verslag | 37' Linssen  | Stadion: AFAS Stadion, Alkmaar Toeschouwers: 10.413 Scheidsrechter: Gözübüyük |
| Wedstrijd 2 20 mei 2017 20:45 |                                             |         |              | Stadion: AFAS Stadion, Alkmaar Toeschouwers: 10.413 Scheidsrechter: Gözübüyük |
| Wedstrijd 2 20 mei 2017 20:45 |                                             |         |              | Stadion: AFAS Stadion, Alkmaar Toeschouwers: 10.413 Scheidsrechter: Gözübüyük |
|                               |                                             |         |              |                                                                               |

### Tweede ronde
Alle wedstrijden in deze ronde worden er gebruikgemaakt van een video-assistent.

#### Wedstrijd C
|                               |                                               |         |            | |
| Wedstrijd 1 25 mei 2017 20:45 | AZ                                            | 3 – 0   | FC Utrecht | Stadion: AFAS Stadion, Alkmaar Toeschouwers: 12.026 Scheidsrechter: Blom Video-assistent: Kamphuis |
| Wedstrijd 1 25 mei 2017 20:45 | Van Overeem 17' Ayoub 32' (e.d.) Weghorst 64' | Verslag |            | Stadion: AFAS Stadion, Alkmaar Toeschouwers: 12.026 Scheidsrechter: Blom Video-assistent: Kamphuis |
| Wedstrijd 1 25 mei 2017 20:45 |                                               |         |            | Stadion: AFAS Stadion, Alkmaar Toeschouwers: 12.026 Scheidsrechter: Blom Video-assistent: Kamphuis |
| Wedstrijd 1 25 mei 2017 20:45 |                                               |         |            | Stadion: AFAS Stadion, Alkmaar Toeschouwers: 12.026 Scheidsrechter: Blom Video-assistent: Kamphuis |
|                               |                                               |         |            | |

|                               |                                       |                         |                                              | |
| Wedstrijd 2 28 mei 2017 12:30 | FC Utrecht                            | 3 – 0 (n.v.) 4 – 3 pen. | AZ                                           | Stadion: Stadion Galgenwaard, Utrecht Toeschouwers: 16.586 Scheidsrechter: Van Boekel Video-assistent: Higler |
| Wedstrijd 2 28 mei 2017 12:30 | Janssen 12' Haller 28' Kerk 82'       | Verslag                 | 34', 67' Luckassen                           | Stadion: Stadion Galgenwaard, Utrecht Toeschouwers: 16.586 Scheidsrechter: Van Boekel Video-assistent: Higler |
| Wedstrijd 2 28 mei 2017 12:30 | Strafschoppen                         |                         |                                              | Stadion: Stadion Galgenwaard, Utrecht Toeschouwers: 16.586 Scheidsrechter: Van Boekel Video-assistent: Higler |
| Wedstrijd 2 28 mei 2017 12:30 | Haller Janssen Labyad Ludwig Barazite |                         | Hatzidiakos Wuytens Van Overeem Friday Vlaar | Stadion: Stadion Galgenwaard, Utrecht Toeschouwers: 16.586 Scheidsrechter: Van Boekel Video-assistent: Higler |
|                               |                                       |                         |                                              | |

- FC Utrecht plaatst zich voor de 2e voorronde van de Europa League.

## Play-offs om promotie/degradatie
In de periode van 8 t/m 28 mei zouden de play-offs om promotie/degradatie tussen de Eerste divisie en de Eredivisie gespeeld worden. De play-offs werden gespeeld door de nummers 16 en 17 van de Eredivisie 2016/17, aangevuld met acht teams uit de Eerste divisie 2016/17. De nummer 18 van de Eredivisie (Go Ahead Eagles) degradeerde direct en de kampioen van de Eerste divisie (VVV-Venlo) promoveerde direct. Doordat de kampioen ook een periodetitel behaald had, waren de acht deelnemende clubs uit de Eerste divisie de twee overige periodekampioenen aangevuld met de zes hoogste teams op de ranglijst zonder periodetitel.
De periodekampioenen waren Jong PSV (1e periode; uitgesloten van deelname), VVV-Venlo (2e periode; vervangende club was Helmond Sport; JL13), Jong Ajax (3e periode; uitgesloten van deelname) en SC Cambuur (4e periode; JL3).
De nummers 5 t/m 10, respectievelijk NAC Breda, FC Volendam, MVV Maastricht, Almere City FC, FC Emmen en RKC Waalwijk, waren de overige deelnemers uit de Eerste divisie. De nummers 2 en 4, respectievelijk Jong Ajax en Jong PSV, waren uitgesloten van deelname aan de play-offs. Uit de Eredivisie namen N.E.C. (E16) en Roda JC Kerkrade (E17) deel.
De teams uit de Eerste divisie kregen een classificatie mee op basis van de eindstand van de ranglijst. Zo werd het team dat derde eindigt aangeduid met JL3, de nummer 5 met JL5 tot en met JL10 voor het team op plaats 10 en JL13 op plaats 13. JL8, JL9, JL10 en JL13 speelden de eerste ronde, de deelnemers uit de Eredivisie (E16 en E17) en JL3, JL5 t/m JL7 stroomden de tweede ronde in. Er werd in een knock-outsysteem gespeeld, waarbij het resultaat over twee wedstrijden (uit en thuis) bepaalde welk team doorgaat. Indien dit resultaat gelijk was, zou het team met de meest gescoorde uitdoelpunten doorgaan. Was ook dit na twee keer 90 minuten geheel gelijk, dan volgde er verlenging en eventueel strafschoppen. Het team met de hoogste classificatie speelde de tweede wedstrijd thuis.

### Wedstrijdschema
|  | eerste ronde 8 en 12 mei | eerste ronde 8 en 12 mei | eerste ronde 8 en 12 mei | eerste ronde 8 en 12 mei | eerste ronde 8 en 12 mei |   |   | tweede ronde 18 en 21 mei | tweede ronde 18 en 21 mei | tweede ronde 18 en 21 mei | tweede ronde 18 en 21 mei | tweede ronde 18 en 21 mei |   |                | derde ronde 25 en 28 mei | derde ronde 25 en 28 mei | derde ronde 25 en 28 mei | derde ronde 25 en 28 mei | derde ronde 25 en 28 mei |
|  |                          |                          |                          |                          |                          |   |   |                           |                           |                           |                           |                           |   |                |                          |                          |                          |                          |                          |
|  |                          |                          |                          |                          |                          |   |   |                           |                           |                           |                           |                           |   |                |                          |                          |                          |                          |                          |
|  |                          | A                        | Helmond Sport            | 0                        | 1                        | 1 |   |                           |                           |                           |                           |                           |   |                |                          |                          |                          |                          |                          |
|  |                          |                          |                          |                          |                          | 1 |   |                           |                           |                           |                           |                           |   |                |                          |                          |                          |                          |                          |
|  |                          |                          | E17                      | Roda JC Kerkrade         | 1                        | 1 | 2 |                           |                           |                           |                           |                           |   |                |                          |                          |                          |                          |                          |
|  | JL13                     | Helmond Sport            | E17                      | Roda JC Kerkrade         | 1                        | 1 | 2 | 4                         | 2                         | 6                         |                           |                           |   |                |                          |                          |                          |                          |                          |
|  | JL13                     | Helmond Sport            |                          |                          |                          |   |   | 4                         | 2                         | 6                         |                           |                           |   |                |                          |                          |                          |                          |                          |
|  | JL8                      | Almere City FC           | 2                        | 0                        | 2                        |   |   |                           |                           |                           |                           |                           |   |                |                          |                          |                          |                          |                          |
|  | JL8                      | Almere City FC           | 2                        | 0                        | 2                        |   |   |                           |                           |                           |                           |                           | D | MVV Maastricht | 0                        | 0                        | 0                        |                          |                          |
|  |                          |                          |                          |                          |                          |   |   |                           |                           |                           |                           |                           | D | MVV Maastricht | 0                        | 0                        | 0                        |                          |                          |
|  |                          | C                        | Roda JC Kerkrade         | 0                        | 1                        | 1 |   |                           |                           |                           |                           |                           |   |                |                          |                          |                          |                          |                          |
|  |                          |                          |                          |                          |                          |   |   |                           |                           |                           |                           |                           |   |                |                          |                          |                          |                          |                          |
|  |                          |                          |                          |                          |                          |   |   |                           |                           |                           |                           |                           |   |                |                          |                          |                          |                          |                          |
|  |                          |                          |                          |                          |                          |   |   |                           |                           |                           |                           |                           |   |                |                          |                          |                          |                          |                          |
|  |                          | JL7                      | MVV Maastricht           | 1                        | 2                        | 3 |   |                           |                           |                           |                           |                           |   |                |                          |                          |                          |                          |                          |
|  |                          |                          |                          |                          |                          | 3 |   |                           |                           |                           |                           |                           |   |                |                          |                          |                          |                          |                          |
|  |                          |                          | JL3                      | SC Cambuur               | 1                        | 1 | 2 |                           |                           |                           |                           |                           |   |                |                          |                          |                          |                          |                          |
|  |                          |                          | JL3                      | SC Cambuur               | 1                        | 1 | 2 |                           |                           |                           |                           |                           |   |                |                          |                          |                          |                          |                          |
|  |                          |                          |                          |                          |                          |   |   |                           |                           |                           |                           |                           |   |                |                          |                          |                          |                          |                          |

|  | eerste ronde 8 en 12 mei | eerste ronde 8 en 12 mei | eerste ronde 8 en 12 mei | eerste ronde 8 en 12 mei | eerste ronde 8 en 12 mei |   |   | tweede ronde 18 en 21 mei | tweede ronde 18 en 21 mei | tweede ronde 18 en 21 mei | tweede ronde 18 en 21 mei | tweede ronde 18 en 21 mei |  |  | derde ronde 25 en 28 mei | derde ronde 25 en 28 mei | derde ronde 25 en 28 mei | derde ronde 25 en 28 mei | derde ronde 25 en 28 mei |
|  |                          |                          |                          |                          |                          |   |   |                           |                           |                           |                           |                           |  |  |                          |                          |                          |                          |                          |
|  |                          |                          |                          |                          |                          |   |   |                           |                           |                           |                           |                           |  |  |                          |                          |                          |                          |                          |
|  |                          | JL6                      | FC Volendam              | 2                        | 0                        | 2 |   |                           |                           |                           |                           |                           |  |  |                          |                          |                          |                          |                          |
|  |                          |                          |                          |                          |                          | 2 |   |                           |                           |                           |                           |                           |  |  |                          |                          |                          |                          |                          |
|  |                          |                          | JL5                      | NAC Breda                | 2                        | 2 | 4 |                           |                           |                           |                           |                           |  |  |                          |                          |                          |                          |                          |
|  |                          |                          | JL5                      | NAC Breda                | 2                        | 2 | 4 |                           |                           |                           |                           |                           |  |  |                          |                          |                          |                          |                          |
|  |                          |                          |                          |                          |                          |   |   |                           |                           |                           |                           |                           |  |  |                          |                          |                          |                          |                          |
|  |                          |                          |                          |                          |                          |   |   |                           |                           |                           |                           |                           |  |  |                          |                          |                          |                          |                          |
|  |                          |                          |                          |                          |                          |   |   | E                         | NAC Breda                 | 1                         | 4                         | 5                         |  |  |                          |                          |                          |                          |                          |
|  |                          |                          |                          |                          |                          |   |   |                           |                           |                           |                           |                           |  |  |                          |                          |                          |                          |                          |
|  |                          | F                        | N.E.C.                   | 0                        | 1                        | 1 |   |                           |                           |                           |                           |                           |  |  |                          |                          |                          |                          |                          |
|  | JL10                     | RKC Waalwijk             | 1                        | 1                        | 2                        |   |   |                           |                           |                           |                           |                           |  |  |                          |                          |                          |                          |                          |
|  | JL10                     | RKC Waalwijk             | 1                        | 1                        | 2                        |   |   |                           |                           |                           |                           |                           |  |  |                          |                          |                          |                          |                          |
|  | JL9                      | FC Emmen                 | 5                        | 0                        | 5                        |   |   |                           |                           |                           |                           |                           |  |  |                          |                          |                          |                          |                          |
|  | JL9                      | FC Emmen                 | 5                        | 0                        | 5                        |   | B | FC Emmen                  | 1                         | 0                         | 1                         |                           |  |  |                          |                          |                          |                          |                          |
|  |                          |                          |                          |                          |                          |   | B | FC Emmen                  | 1                         | 0                         | 1                         |                           |  |  |                          |                          |                          |                          |                          |
|  |                          |                          | E16                      | N.E.C.                   | 3                        | 1 | 4 |                           |                           |                           |                           |                           |  |  |                          |                          |                          |                          |                          |
|  |                          |                          | E16                      | N.E.C.                   | 3                        | 1 | 4 |                           |                           |                           |                           |                           |  |  |                          |                          |                          |                          |                          |
|  |                          |                          |                          |                          |                          |   |   |                           |                           |                           |                           |                           |  |  |                          |                          |                          |                          |                          |

### Eerste ronde

#### Wedstrijd A
|                              |                                                         |         |                             |                                                                               |
| Wedstrijd 1 8 mei 2017 20:00 | Helmond Sport                                           | 4 – 2   | Almere City FC              | Stadion: Lavans Stadion, Helmond Toeschouwers: 2.031 Scheidsrechter: Manschot |
| Wedstrijd 1 8 mei 2017 20:00 | Ten Den 71' Braber 74' Thomassen 81' Edwards 90' (pen.) | Verslag | 28' Salasiwa 69' Ten Voorde | Stadion: Lavans Stadion, Helmond Toeschouwers: 2.031 Scheidsrechter: Manschot |
| Wedstrijd 1 8 mei 2017 20:00 |                                                         |         |                             | Stadion: Lavans Stadion, Helmond Toeschouwers: 2.031 Scheidsrechter: Manschot |
| Wedstrijd 1 8 mei 2017 20:00 |                                                         |         |                             | Stadion: Lavans Stadion, Helmond Toeschouwers: 2.031 Scheidsrechter: Manschot |
|                              |                                                         |         |                             |                                                                               |

|                               |                |         |                           |                                                                              |
| Wedstrijd 2 12 mei 2017 20:45 | Almere City FC | 0 – 2   | Helmond Sport             | Stadion: Yanmar Stadion, Almere Toeschouwers: 1.420 Scheidsrechter: Lindhout |
| Wedstrijd 2 12 mei 2017 20:45 |                | Verslag | 40' Thomassen 43' Ten Den | Stadion: Yanmar Stadion, Almere Toeschouwers: 1.420 Scheidsrechter: Lindhout |
| Wedstrijd 2 12 mei 2017 20:45 |                |         |                           | Stadion: Yanmar Stadion, Almere Toeschouwers: 1.420 Scheidsrechter: Lindhout |
| Wedstrijd 2 12 mei 2017 20:45 |                |         |                           | Stadion: Yanmar Stadion, Almere Toeschouwers: 1.420 Scheidsrechter: Lindhout |
|                               |                |         |                           |                                                                              |

- Almere City FC blijft in de Eerste divisie.

#### Wedstrijd B
|                              |              |         |                                                        |                                                                                |
| Wedstrijd 1 8 mei 2017 20:00 | RKC Waalwijk | 1 – 5   | FC Emmen                                               | Stadion: Mandemakers Stadion, Waalwijk Toeschouwers: 4.223 Scheidsrechter: Bax |
| Wedstrijd 1 8 mei 2017 20:00 | Voskamp 84'  | Verslag | 11' Loen 22' Kallon 49' Bannink 55' Olijve 80' Huisman | Stadion: Mandemakers Stadion, Waalwijk Toeschouwers: 4.223 Scheidsrechter: Bax |
| Wedstrijd 1 8 mei 2017 20:00 |              |         |                                                        | Stadion: Mandemakers Stadion, Waalwijk Toeschouwers: 4.223 Scheidsrechter: Bax |
| Wedstrijd 1 8 mei 2017 20:00 |              |         |                                                        | Stadion: Mandemakers Stadion, Waalwijk Toeschouwers: 4.223 Scheidsrechter: Bax |
|                              |              |         |                                                        |                                                                                |

|                               |          |         |                              |                                                                                  |
| Wedstrijd 2 12 mei 2017 18:30 | FC Emmen | 0 – 1   | RKC Waalwijk                 | Stadion: De JENS Vesting, Emmen Toeschouwers: 2.856 Scheidsrechter: Van de Graaf |
| Wedstrijd 2 12 mei 2017 18:30 |          | Verslag | 31' Voskamp 68' Van de Sande | Stadion: De JENS Vesting, Emmen Toeschouwers: 2.856 Scheidsrechter: Van de Graaf |
| Wedstrijd 2 12 mei 2017 18:30 |          |         |                              | Stadion: De JENS Vesting, Emmen Toeschouwers: 2.856 Scheidsrechter: Van de Graaf |
| Wedstrijd 2 12 mei 2017 18:30 |          |         |                              | Stadion: De JENS Vesting, Emmen Toeschouwers: 2.856 Scheidsrechter: Van de Graaf |
|                               |          |         |                              |                                                                                  |

- RKC Waalwijk blijft in de Eerste divisie.

### Tweede ronde

#### Wedstrijd C
|                               |               |         |                         |                                                                                      |
| Wedstrijd 1 18 mei 2017 18:30 | Helmond Sport | 0 – 1   | Roda JC Kerkrade        | Stadion: Lavans Stadion, Helmond Toeschouwers: 3.431 Scheidsrechter: Van den Kerkhof |
| Wedstrijd 1 18 mei 2017 18:30 |               | Verslag | 52' Schahin 57' Auassar | Stadion: Lavans Stadion, Helmond Toeschouwers: 3.431 Scheidsrechter: Van den Kerkhof |
| Wedstrijd 1 18 mei 2017 18:30 |               |         |                         | Stadion: Lavans Stadion, Helmond Toeschouwers: 3.431 Scheidsrechter: Van den Kerkhof |
| Wedstrijd 1 18 mei 2017 18:30 |               |         |                         | Stadion: Lavans Stadion, Helmond Toeschouwers: 3.431 Scheidsrechter: Van den Kerkhof |
|                               |               |         |                         |                                                                                      |

|                               |                              |         |                |                                                                                            |
| Wedstrijd 2 21 mei 2017 12:30 | Roda JC Kerkrade             | 1 – 1   | Helmond Sport  | Stadion: Parkstad Limburg Stadion, Kerkrade Toeschouwers: 12.449 Scheidsrechter: S. Mulder |
| Wedstrijd 2 21 mei 2017 12:30 | Rosheuvel 44' Van Velzen 90' | Verslag | 50' Zeldenrust | Stadion: Parkstad Limburg Stadion, Kerkrade Toeschouwers: 12.449 Scheidsrechter: S. Mulder |
| Wedstrijd 2 21 mei 2017 12:30 |                              |         |                | Stadion: Parkstad Limburg Stadion, Kerkrade Toeschouwers: 12.449 Scheidsrechter: S. Mulder |
| Wedstrijd 2 21 mei 2017 12:30 |                              |         |                | Stadion: Parkstad Limburg Stadion, Kerkrade Toeschouwers: 12.449 Scheidsrechter: S. Mulder |
|                               |                              |         |                |                                                                                            |

- Helmond Sport blijft in de Eerste divisie.

#### Wedstrijd D
|                               |                |         |                   |                                                                                |
| Wedstrijd 1 18 mei 2017 19:45 | MVV Maastricht | 1 – 1   | SC Cambuur        | Stadion: De Geusselt, Maastricht Toeschouwers: 5.642 Scheidsrechter: C. Mulder |
| Wedstrijd 1 18 mei 2017 19:45 | Nwakali 8'     | Verslag | 17' Van de Streek | Stadion: De Geusselt, Maastricht Toeschouwers: 5.642 Scheidsrechter: C. Mulder |
| Wedstrijd 1 18 mei 2017 19:45 |                |         |                   | Stadion: De Geusselt, Maastricht Toeschouwers: 5.642 Scheidsrechter: C. Mulder |
| Wedstrijd 1 18 mei 2017 19:45 |                |         |                   | Stadion: De Geusselt, Maastricht Toeschouwers: 5.642 Scheidsrechter: C. Mulder |
|                               |                |         |                   |                                                                                |

|                               |            |         |                            |                                                                                  |
| Wedstrijd 2 21 mei 2017 14:30 | SC Cambuur | 1 – 2   | MVV Maastricht             | Stadion: Cambuurstadion, Leeuwarden Toeschouwers: 9.640 Scheidsrechter: Kamphuis |
| Wedstrijd 2 21 mei 2017 14:30 | Barto 58'  | Verslag | 80' Pereira 90+3' Verheydt | Stadion: Cambuurstadion, Leeuwarden Toeschouwers: 9.640 Scheidsrechter: Kamphuis |
| Wedstrijd 2 21 mei 2017 14:30 |            |         |                            | Stadion: Cambuurstadion, Leeuwarden Toeschouwers: 9.640 Scheidsrechter: Kamphuis |
| Wedstrijd 2 21 mei 2017 14:30 |            |         |                            | Stadion: Cambuurstadion, Leeuwarden Toeschouwers: 9.640 Scheidsrechter: Kamphuis |
|                               |            |         |                            |                                                                                  |

- SC Cambuur blijft in de Eerste divisie.

#### Wedstrijd E
|                               |                            |         |                          |                                                                                  |
| Wedstrijd 1 18 mei 2017 19:45 | FC Volendam                | 2 – 2   | NAC Breda                | Stadion: Kras Stadion, Volendam Toeschouwers: 3.687 Scheidsrechter: Van de Graaf |
| Wedstrijd 1 18 mei 2017 19:45 | Van Son 64' Runderkamp 85' | Verslag | 61' Agyepong 89' Dessers | Stadion: Kras Stadion, Volendam Toeschouwers: 3.687 Scheidsrechter: Van de Graaf |
| Wedstrijd 1 18 mei 2017 19:45 |                            |         |                          | Stadion: Kras Stadion, Volendam Toeschouwers: 3.687 Scheidsrechter: Van de Graaf |
| Wedstrijd 1 18 mei 2017 19:45 |                            |         |                          | Stadion: Kras Stadion, Volendam Toeschouwers: 3.687 Scheidsrechter: Van de Graaf |
|                               |                            |         |                          |                                                                                  |

|                               |                 |         |             |                                                                                  |
| Wedstrijd 2 21 mei 2017 14:30 | NAC Breda       | 2 – 0   | FC Volendam | Stadion: Rat Verlegh Stadion, Breda Toeschouwers: 16.554 Scheidsrechter: Janssen |
| Wedstrijd 2 21 mei 2017 14:30 | Dessers 6', 24' | Verslag |             | Stadion: Rat Verlegh Stadion, Breda Toeschouwers: 16.554 Scheidsrechter: Janssen |
| Wedstrijd 2 21 mei 2017 14:30 |                 |         |             | Stadion: Rat Verlegh Stadion, Breda Toeschouwers: 16.554 Scheidsrechter: Janssen |
| Wedstrijd 2 21 mei 2017 14:30 |                 |         |             | Stadion: Rat Verlegh Stadion, Breda Toeschouwers: 16.554 Scheidsrechter: Janssen |
|                               |                 |         |             |                                                                                  |

- FC Volendam blijft in de Eerste divisie.

#### Wedstrijd F
|                               |            |         |                                    |                                                                              |
| Wedstrijd 1 18 mei 2017 20:45 | FC Emmen   | 1 – 3   | N.E.C.                             | Stadion: De JENS Vesting, Emmen Toeschouwers: 4.969 Scheidsrechter: Lindhout |
| Wedstrijd 1 18 mei 2017 20:45 | Bannink 4' | Verslag | 54' Breinburg 68' Grot 88' Awoniyi | Stadion: De JENS Vesting, Emmen Toeschouwers: 4.969 Scheidsrechter: Lindhout |
| Wedstrijd 1 18 mei 2017 20:45 |            |         |                                    | Stadion: De JENS Vesting, Emmen Toeschouwers: 4.969 Scheidsrechter: Lindhout |
| Wedstrijd 1 18 mei 2017 20:45 |            |         |                                    | Stadion: De JENS Vesting, Emmen Toeschouwers: 4.969 Scheidsrechter: Lindhout |
|                               |            |         |                                    |                                                                              |

|                               |          |         |          |                                                                               |
| Wedstrijd 2 21 mei 2017 16:45 | N.E.C.   | 1 – 0   | FC Emmen | Stadion: Goffertstadion, Nijmegen Toeschouwers: 9.500 Scheidsrechter: Nijhuis |
| Wedstrijd 2 21 mei 2017 16:45 | Mayi 26' | Verslag |          | Stadion: Goffertstadion, Nijmegen Toeschouwers: 9.500 Scheidsrechter: Nijhuis |
| Wedstrijd 2 21 mei 2017 16:45 |          |         |          | Stadion: Goffertstadion, Nijmegen Toeschouwers: 9.500 Scheidsrechter: Nijhuis |
| Wedstrijd 2 21 mei 2017 16:45 |          |         |          | Stadion: Goffertstadion, Nijmegen Toeschouwers: 9.500 Scheidsrechter: Nijhuis |
|                               |          |         |          |                                                                               |

- FC Emmen blijft in de Eerste divisie.

### Derde ronde
Alle wedstrijden in deze ronde worden er gebruikgemaakt van een video-assistent.

#### Wedstrijd G
|                               |                |       |                  |                                                                                 |
| Wedstrijd 1 25 mei 2017 19:45 | MVV Maastricht | 0 – 0 | Roda JC Kerkrade | Stadion: De Geusselt, Maastricht Toeschouwers: 8.800 Scheidsrechter: Van Boekel |
| Wedstrijd 1 25 mei 2017 19:45 | Verslag        |       |                  | Stadion: De Geusselt, Maastricht Toeschouwers: 8.800 Scheidsrechter: Van Boekel |
| Wedstrijd 1 25 mei 2017 19:45 |                |       |                  | Stadion: De Geusselt, Maastricht Toeschouwers: 8.800 Scheidsrechter: Van Boekel |
| Wedstrijd 1 25 mei 2017 19:45 |                |       |                  | Stadion: De Geusselt, Maastricht Toeschouwers: 8.800 Scheidsrechter: Van Boekel |
|                               |                |       |                  |                                                                                 |

|                               |                  |         |                |                                                                                          |
| Wedstrijd 2 28 mei 2017 14:30 | Roda JC Kerkrade | 1 – 0   | MVV Maastricht | Stadion: Parkstad Limburg Stadion, Kerkrade Toeschouwers: 16.019 Scheidsrechter: Janssen |
| Wedstrijd 2 28 mei 2017 14:30 | Werker 26'       | Verslag | 59' Kuipers    | Stadion: Parkstad Limburg Stadion, Kerkrade Toeschouwers: 16.019 Scheidsrechter: Janssen |
| Wedstrijd 2 28 mei 2017 14:30 |                  |         |                | Stadion: Parkstad Limburg Stadion, Kerkrade Toeschouwers: 16.019 Scheidsrechter: Janssen |
| Wedstrijd 2 28 mei 2017 14:30 |                  |         |                | Stadion: Parkstad Limburg Stadion, Kerkrade Toeschouwers: 16.019 Scheidsrechter: Janssen |
|                               |                  |         |                |                                                                                          |

- Roda JC Kerkrade blijft in de Eredivisie.
- MVV Maastricht blijft in de Eerste divisie.

#### Wedstrijd H
|                               |             |         |        | |
| Wedstrijd 1 25 mei 2017 18:30 | NAC Breda   | 1 – 0   | N.E.C. | Stadion: Rat Verlegh Stadion, Breda Toeschouwers: 19.000 Scheidsrechter: Higler Video-assistent: Janssen |
| Wedstrijd 1 25 mei 2017 18:30 | Dessers 84' | Verslag |        | Stadion: Rat Verlegh Stadion, Breda Toeschouwers: 19.000 Scheidsrechter: Higler Video-assistent: Janssen |
| Wedstrijd 1 25 mei 2017 18:30 |             |         |        | Stadion: Rat Verlegh Stadion, Breda Toeschouwers: 19.000 Scheidsrechter: Higler Video-assistent: Janssen |
| Wedstrijd 1 25 mei 2017 18:30 |             |         |        | Stadion: Rat Verlegh Stadion, Breda Toeschouwers: 19.000 Scheidsrechter: Higler Video-assistent: Janssen |
|                               |             |         |        | |

|                               |                                |         |                                       | |
| Wedstrijd 2 28 mei 2017 16:45 | N.E.C.                         | 1 – 4   | NAC Breda                             | Stadion: Goffertstadion, Nijmegen Toeschouwers: 12.500 Scheidsrechter: Blom Video-assistent: Kamphuis |
| Wedstrijd 2 28 mei 2017 16:45 | Breinburg 32' (pen.) Rayhi 55' | Verslag | 7' (pen.), 52', 74' Dessers 71' Korte | Stadion: Goffertstadion, Nijmegen Toeschouwers: 12.500 Scheidsrechter: Blom Video-assistent: Kamphuis |
| Wedstrijd 2 28 mei 2017 16:45 |                                |         |                                       | Stadion: Goffertstadion, Nijmegen Toeschouwers: 12.500 Scheidsrechter: Blom Video-assistent: Kamphuis |
| Wedstrijd 2 28 mei 2017 16:45 |                                |         |                                       | Stadion: Goffertstadion, Nijmegen Toeschouwers: 12.500 Scheidsrechter: Blom Video-assistent: Kamphuis |
|                               |                                |         |                                       | |

- NAC Breda promoveert naar de Eredivisie.
- N.E.C. degradeert naar de Eerste divisie.

## Play-offs om promotie/degradatie Tweede/Derde divisie
In de play-offs om promotie en degradatie tussen de Tweede en Derde divisie gaat tussen de nummers 15 en 16 uit de Tweede divisie en de 6 (plaatsvervangende) periodekampioenen uit de Derde divisie.
Ook hierbij worden halve finales en finales gespeeld, ieder over twee wedstrijden. Wanneer de twee wedstrijden samen op een gelijkspel uitkomen zal er worden verlengd, ongeacht een ploeg meer uitdoelpunten heeft gescoord. Indien er na 2x15 minuten geen winnaar bekend is, worden er strafschoppen genomen.

## Play-offs om promotie/degradatie Derde divisie/Hoofdklasse
In de play-offs om promotie en degradatie tussen de Derde divisie en de Hoofdklasse gaat het tussen de nummers 15 en 16 uit iedere Derde divisie en de 12 (plaatsvervangende) periodekampioenen uit de vier verschillende Hoofdklasse-competities. Hierbij zullen zaterdagteams alleen tegen zaterdagteams spelen, en zondagteams alleen tegen zondagteams.
Ook bij deze play-offs worden halve finales en finales gespeeld, ieder over twee wedstrijden. Wanneer de twee wedstrijden samen op een gelijkspel uitkomen zal er worden verlengd, ongeacht een ploeg meer uitdoelpunten heeft gescoord. Indien er na 2x15 minuten geen winnaar bekend is, worden er strafschoppen genomen.
Uitslagen tussen haakjes ( ) zijn uitslagen na 90 minuten spelen ingeval dat er verlengd werd.
Eredivisie

1960 · 1975 · 1987 · 1988
Eerste divisie

1973 · 1974 · 1975 · 1976 · 1977 · 1978 · 1979 · 1980 · 1981 · 1982 · 1983 · 1984 · 1985 · 1986 · 1987 · 1988 · 1989 · 1990 · 1991 · 1992 · 1993 · 1994 · 1995 · 1996 · 1997 · 1998 · 1999 · 2000 · 2001 · 2002 · 2003 · 2004 · 2005

Vanaf 2006 staan alle competities op 1 pagina.

2006 · 2007 · 2008 · 2009 · 2010 · 2011 · 2012 · 2013 · 2014 · 2015 · 2016 · 2017 · 2018 · 2019 · 2020 · 2021 · 2022 · 2023 · 2024